# Charadriidae
Жалари (лат. Charadriidae) је породица птица која обухвата жаларе, зујавце и вивке. Породица Charadriidae садржи 69 врста које су подељене у 12 родова.

## Таксономија
Породицу Charadriidae (као Charadriadæ) представио је енглески зоолог Вилијам Елфорд Лич у водичу кроз садржај Британског музеја објављеном 1820. године. Већина чланова породице позната је као жалари, вивци или зујавци. То су били прилично нејасни термини који се у прошлости нису доследно примењивали. Генерално, веће врсте са ширим крилима често су називане вивцима, а мање врсте са ужим крилима жаларима или зујавцима. До недавно се сматрало да оне чине две главне јасне таксономске подгрупе, при чему вивци припадају потпородици <i>Vanellinae</i>, а сви жалари и зујавци осим једног припадају <i>Charadriinae</i>; последњи је смештен у малу трећу потпородицу <i>Pluvianellinae</i> која садржи само магелановог жалара (Pluvianellus socialis)  Међутим, савремени генетски докази су показали да је овај аранжман био полифилетски, при чему се многе врсте традиционално сврставане у род жалара Charadrius показале ближим сродством са вивцима него са типичном врстом тог рода, жаларом блатарићем (Charadrius hiaticula), као резултат тога, те врсте су сада издвојене у род Anarhynchus (син. Ochthodromus ). Трећа бивша „потпородица“ показала се толико потпуно неповезаном са осталим жаларима да је потпуно уклоњена из породице Charadriidae и добила је сопствену монотипску породицу <i>Pluvianellidae</i>, а њени најближи сродници су запањујуће различите канијаше Chionidae.
Тренд последњих година је био рационализација уобичајених имена породице Charadriidae. Велика и веома честа аустралијска птица традиционално позната као „spur-winged plover“, сада је аустралијски ресасти вивак (Vanellus miles) како би се избегао сукоб са другом птицом истог имена; а некадашњи „sociable plover“ сада је степски вивак (Vanellus gregarius).

## Опис
То су мале до средње птице са компактним телима, кратким, дебелим вратовима и дугим, обично шиљатим, крилима, али већина врста вивка има шира, заобљенија крила. Њихов кљун је обично прав, осим кривокљуног жалара (Anarhynchus frontalis) и кратак, прсти на ногама су им кратки, задњи прст може бити редукован или одсутан, у зависности од врсте. Већина Charadriidae такође има релативно кратке репове, са изузетком црвенолеђег жалара (Charadrius vociferus). Код већине родова, полови су слични, врло мало сексуалног диморфизма се јавља између полова. Величине им варирају од огрличастог жалара (Anarhynchus collaris), са 26 грама и 14 цм дужине, до аустралијског ресастог вивка (Vanellus miles), са 300 грама и 37 цм дужине.

## Распрострањеност и станиште
Породица Charadriidae је распрострањена широм света по отвореним пределима, углавном у стаништима близу воде, мада постоје и изузеци: аустралијски зујавац (Peltohyas australis), на пример, преферира каменито тло у пустињама централне и западне Аустралије, а црвенолеђи жалар (<i>Charadrius vociferus</i>) се често налази на травнатим подручјима у Северној Америци.

## Понашање и екологија
Породица Charadriidae најчешће лове видом, а не осећајем као што то раде дугокљуне шљукарице попут шљука. Храна коју једу укључује водене и копнене бескичмењаке попут инсеката, црва, мекушаца и ракова, у зависности од станишта, и обично се добијају техником „трчи и паузирај“, уместо сталним испитивањем неких других група мочвара. Такође се хране биљним материјалом.

### Гнежђење
Велика већина Charadriidae има друштвено моногамни систем гнежђења. Неки, попут вивака (Vanellus vanellus) су полигамни, други, попут преријских жалара (Anarhynchus montanus) имају брз систем вишеструког легла који може бити праћен секвенцијалном полиандријом. Код планинских зујаваца (Eudromias morinellus), женке се такмиче за мужјаке, а мужјаци пружају сву родитељску бригу. Док се гнезде, бране своје територије веома видљивим ваздушним демонстрацијама.
Charadridae полажу два до четири јаја у гнездо, које је обично плитко удубљење на отвореном тлу, и инкубирају јаја 21-30 дана. Код врста где оба родитеља инкубирају јаја, женке и мужјаци се разликују у начину на који деле своје дужности инкубације, како унутар врста тако и између њих. Код неких парова, родитељи се смењују на гнезду ујутру и увече тако да њихов ритам инкубације прати 24-часовни дан, код других се женке и мужјаци смењују и до 20 пута дневно.
Већина Charadriidae је заштитнички настројена према својим јајима и потомству. Родитељи штите своје младунце тако што се гласно оглашавају, одвлаче пажњу, а могу чак и напасти предатора или уљеза. Птићи су раноразвијени; родитељи их не хране.